# Cédric Melotte
Cédric Melotte, né le 10 août 1978 à Namur, est un pilote de motocross belge.Il s’est ensuite intéressé à l’enduro où il a brillé dans la catégorie « inter » du championnat de Belgique
Après avoir plusieurs années d'apprentissage et d'erreurs, il obtient sa première victoire en grand prix en 2003, étant l'un des très rares pilotes à réussir Joël Smets durant cette saison.
Passé dans l'écurie officielle Yamaha aux côtés de Stefan Everts, il se blesse en cours de saison. Il dispute la saison suivante en MX2, catégorie dont il dispute très mongtemps le titre avant de se blesser à nouveau, bleesure au poignet qui lui fait mettre un terme à sa saison.
Pour la saison, il est revenu dans la catégorie reine MX1.

## Palmarès
- 2 victoires en grand prix (1 en MX1, 1 en 650)